# فيبي ميلز
فيبي ميلز (بالإنجليزية: Phoebe Mills)‏ هي غطاسة أمريكية، ولدت في 2 نوفمبر 1972 في هايلاند بارك في الولايات المتحدة.

## وصلات خارجية
- فيبي ميلز على موقع الاتحاد الدولي للجمباز (biography) (الإنجليزية)
- فيبي ميلز على موقع اللجنة الأولمبية الدولية (الإنجليزية)
- فيبي ميلز على موقع أوليمبيديا (الإنجليزية)